# Norops reconditus
Norops reconditus är en ödleart som beskrevs av  Garth Underwood och WILLIAMS 1959. Norops reconditus ingår i släktet Norops och familjen Polychrotidae. Inga underarter finns listade i Catalogue of Life.